# Jean-Pierre Lacombe
Pour les articles homonymes, voir Lacombe.
Jean-Pierre Lacombe est un homme politique français né le 13 octobre 1756 à Tulle (Corrèze) et mort le 18 septembre 1841 au même lieu.

## Biographie
Conseiller au présidial de Tulle avant la Révolution, il est juge puis président du tribunal civil de Tulle. Il est député de la Corrèze en 1815, pendant les Cent-Jours. Il est confirmé à son poste de magistrat en 1816, puis en 1830.

## Sources
- « Jean-Pierre Lacombe », dans Adolphe Robert et Gaston Cougny, Dictionnaire des parlementaires français, Edgar Bourloton, 1889-1891 [détail de l’édition]